# 拉特爾·德·塔西尼元帥廣場

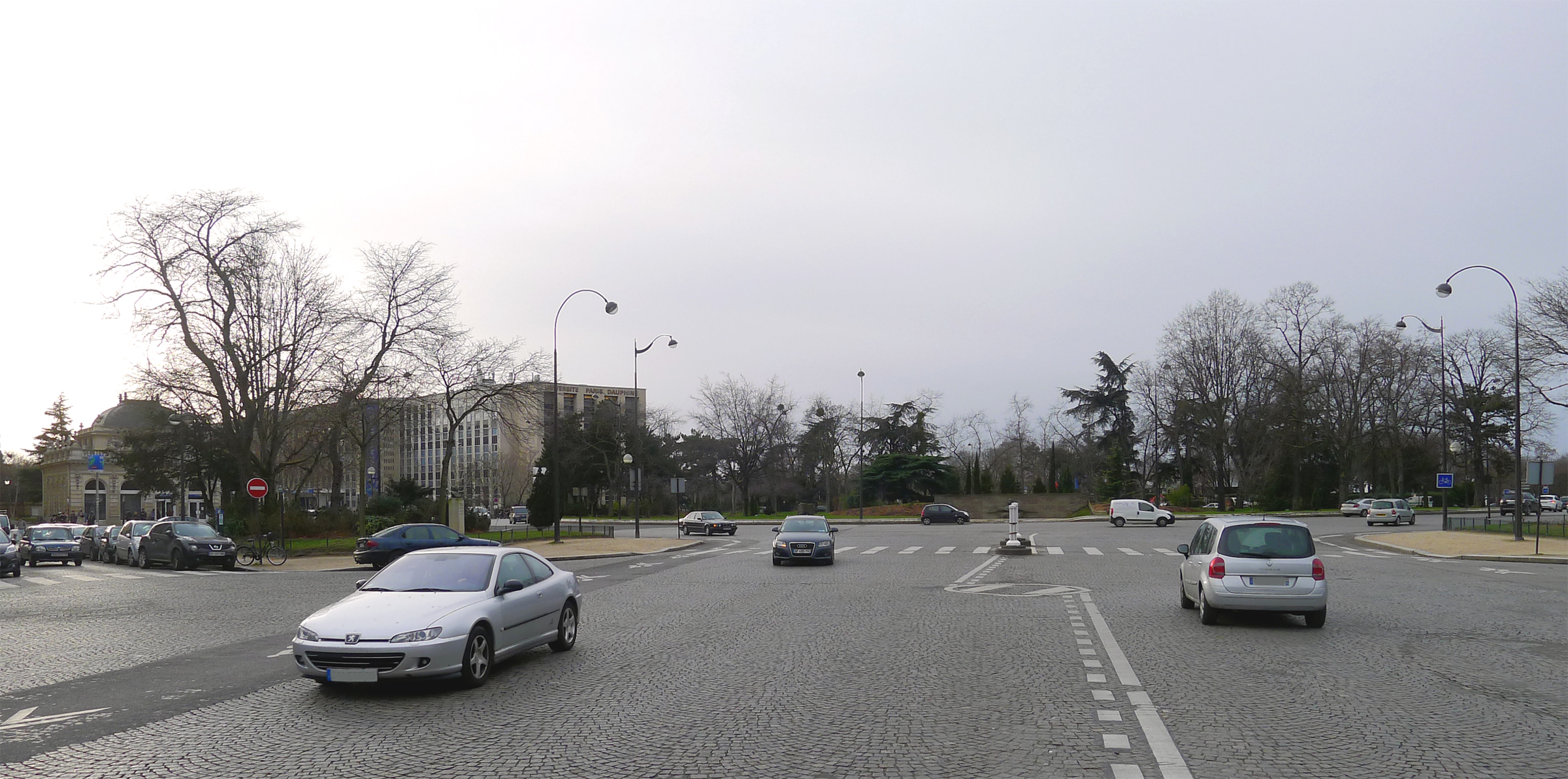

拉特尔·德·塔西尼元帅广场（Place du Maréchal-de-Lattre-de-Tassigny）是法国巴黎十六区的一个圆形广场，位于太子妃门（porte Dauphine）地区，在元帅大道的线路上，包括布吕克斯大道和拉纳大道，福煦大街的尽头，通往布洛涅森林的前门。南侧毗邻巴拉圭广场（place du Paraguay），北侧毗邻特伦蒂尼亚将军广场（place des Généraux-de-Trentinian）。长170米，宽160米。

## 名称
广场得名于让·德·拉特尔·德·塔西尼（1889-1952）。他在1952年1月15日，死后被追授法国元帅。1960年4月11日命名。取代原名太子妃门广场（Place de la Porte-Dauphine）。 

## 建筑
这是一个树木繁茂的广场，以一块石碑纪念让·德·拉特尔·德·塔西尼，石碑中央有他的半身像，用粗糙的石头雕刻，让人想起他的武器。

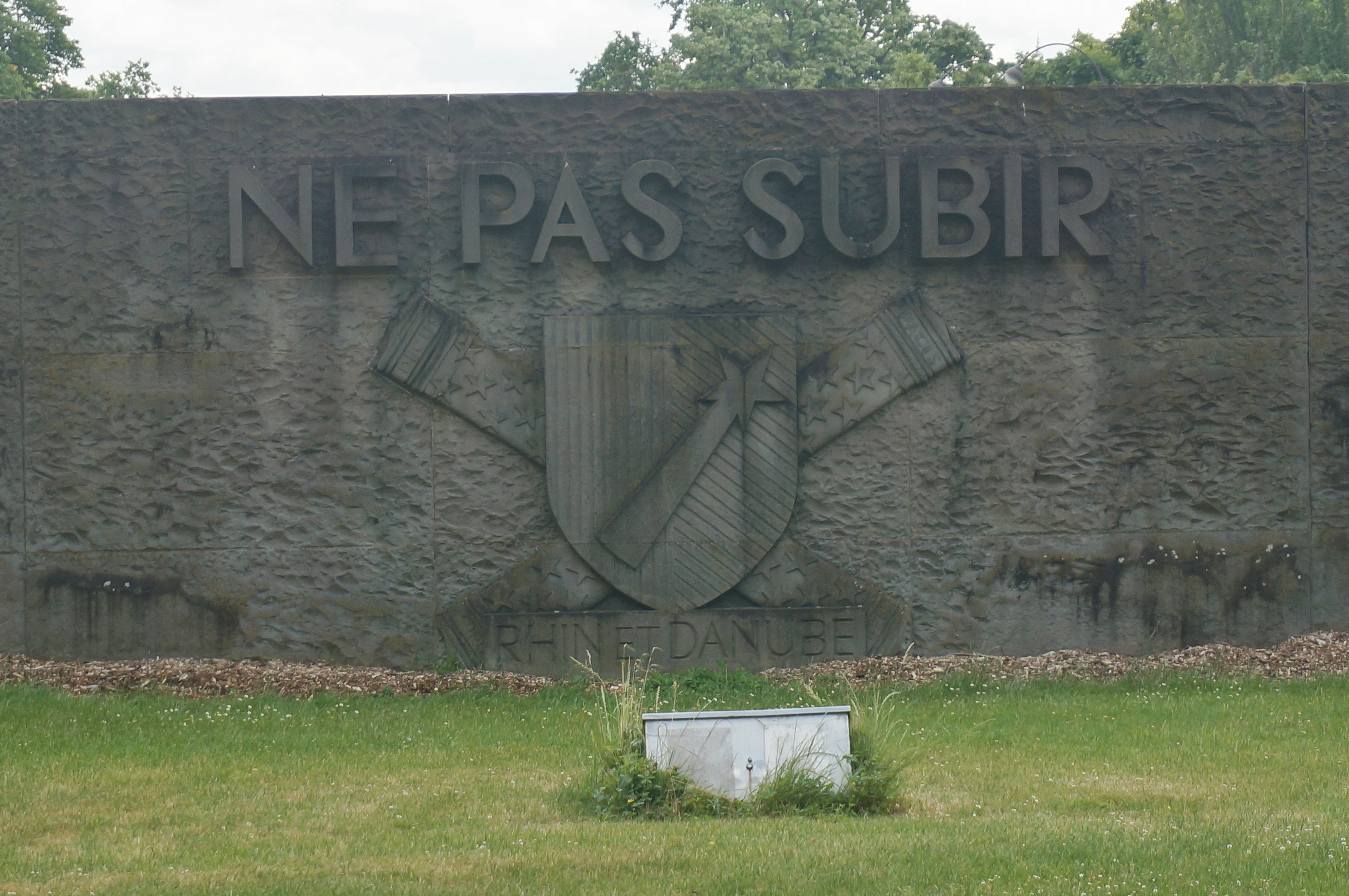